# جرمی مگوایر
جرمی مگوایر (زاده ۱۰ اوت ۲۰۱۱) بازیگر کودک آمریکایی است؛ و به خاطر بازی در سریال خانواده امروزی از سال ۲۰۱۵ تا به امروز با بازی در نقش جو پریچت شناخته می‌شود. در سال ۲۰۱۷، مگوایر اولین فیلم خود را در فیلم درام من این‌جا نیستم بازی کرد.

## حرفه
مگوایر اولین بازیگری خود را در مجموعه ای‌بی‌سی خانواده امروزی در نقش جو پریچت انجام داد. این نقش در ابتدا توسط پیرس والاس بازی شد، اما تهیه‌کنندگان یک بازیگر بزرگتر را می‌خواستند. در سال ۲۰۱۶، مگوایر در پیام بازرگانی برای تاید ظاهر شد. مگوایر اولین فیلم بلند خود را در فیلم من این‌جا نیستم روبرو جی. کی. سیمونز و سباستین استن بازی کرد.

## فیلم‌شناسی
| سال  | عنوان          | نقش  | یادداشت |
| ---- | -------------- | ---- | ------- |
| ۲۰۱۷ | من اینجا نیستم | تِرِوُر |         |

### تلویزیون
| سال                | عنوان                         | نقش         | یادداشت          |
| ------------------ | ----------------------------- | ----------- | ---------------- |
| ۲۰۱۵ - در حال حاضر | خانواده امروزی                | جو پریچت    |                  |
| ۲۰۱۶               | پروژه بدون عنوان سارا سیلورمن | راسل        | فیلم تلویزیونی   |
| ۲۰۱۸               | آخرین کشتی                    | فرانکی گرین | قسمت: "رزمندگان" |